# الهدوء (الفلسفة)
الهدوء في الفلسفة يرى دور الفلسفة علاجياً أو تصحيحياً بشكل عام. يعتقد الفلاسفة الهادئون أن الفلسفة ليس لديها أطروحة إيجابية لتساهم بها؛ بل تقوم بتفكيك الالتباسات في الإطارات اللغوية والفهمية لمواضيع أخرى، بما في ذلك الفلسفة غير الهادئة. بالنسبة للهادئين، فإن التقدم في المعرفة أو تسوية النزاعات (خصوصًا بين الواقعيين الفلسفة الواقعية وغير الواقعيين)، ليس من واجب الفلسفة، بل يجب أن تحرر الفلسفة العقل من خلال تشخيص المفاهيم المربكة.

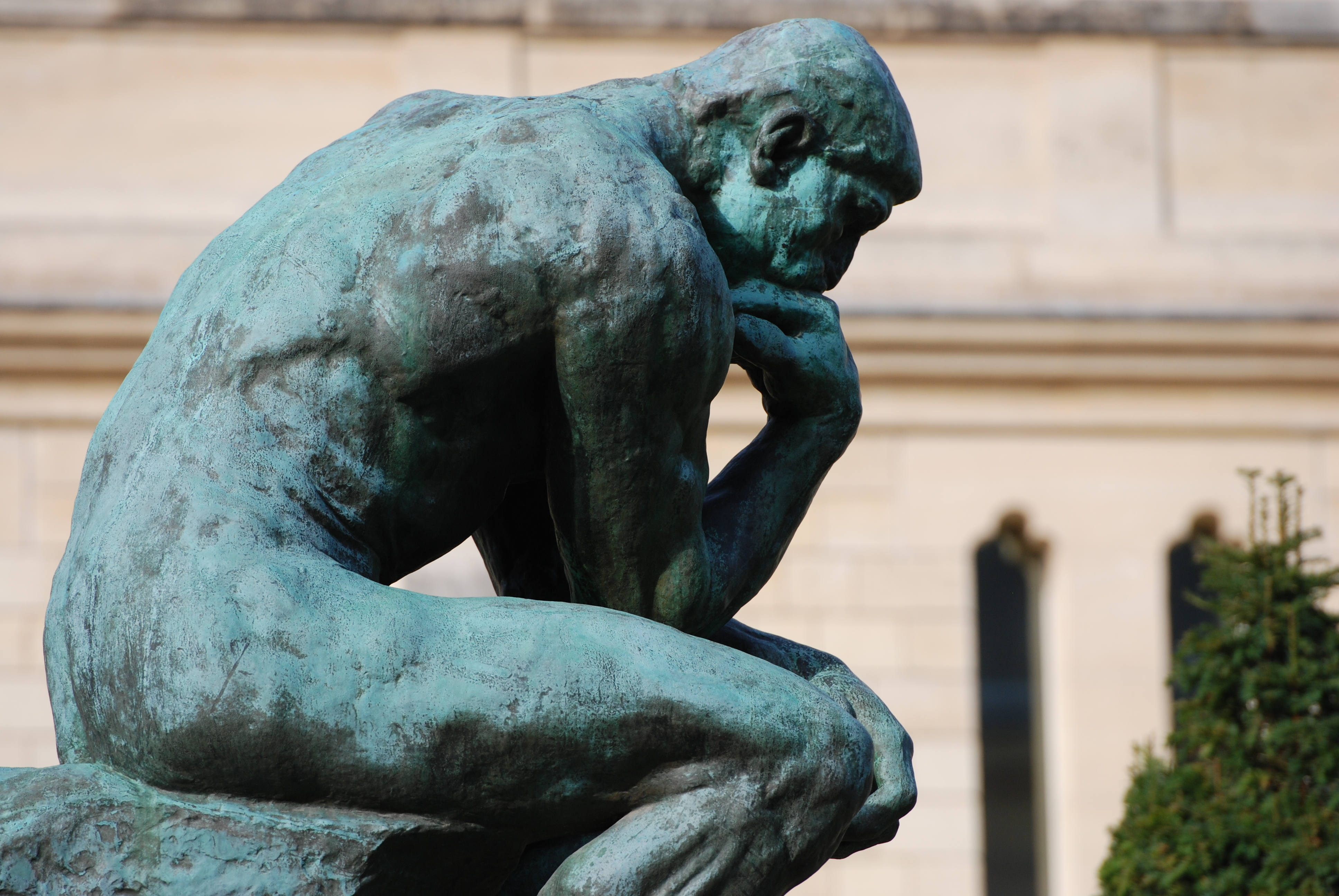
يرغب الهادئون فلسفيًا في تحرير البشرية من الحيرة العميقة التي تسببها التأملات الفلسفية غالبًا.

## الوضع داخل الفلسفة
قال كريسبين رايت إن "الهدوء هو الرأي الذي يعتبر أن النقاشات ماوراء الطبيعة المهمة مستحيلة". وقد وُصف بأنه "الرأي أو الموقف الذي يتضمن تجنب النظرية الفلسفية الجوهرية وعادة ما يرتبط بأشكال معينة من شكوكية فلسفية، والبراغماتية، والتقليل من أهمية الحقيقة. بشكل أكثر تحديدًا، هو معارض لتقديم الأطروحات الإيجابية وتطوير الحجج البناءة".
بشكل طبيعي، الهدوء ليس مدرسة فلسفية كما يُفهم في سياق مجموعة منظمة من الحقائق. الهدف من الهدوء هو إظهار أن المواقف أو النظريات الفلسفية لا يمكن أن تحل المشاكل، أو تحسم النقاشات، أو تعزز المعرفة.
غالبًا ما يتم طرحه في النقاش كمعارضة لكلا من فلسفة واقعية ولاواقعية. على وجه الخصوص، ينكر الهدوء أن هناك أي نقاش جوهري بين مواقف الواقعية وغير الواقعية. هناك مجموعة من المبررات للهدوء بشأن نقاش الواقعية قدمت من قبل جدعون روزين وجون ماكدونيل.

## التاريخ والمؤيدون
قديم
تمثل البيرونية هذا ربما أقدم مثال على موقف هادئ يمكن التعرف عليه في الغرب. وقد وصف الفيلسوف البيروني سيكستوس إمبيريكوس البيرونية كشكل من أشكال العلاج الفلسفي :
— سيكستوس إمبيريكوس، مخطوطات البيرونية، الكتاب الأول، الفصل الثاني عشر
حدد أبيقورية أيضاً كداعمين للهدوء في وقت مبكر. الهدف من الفلسفة أبيقورية هو تحقيق الأهداف الهادئة المتمثلة في الأبوينيا (الحرية من الألم) والهدوء ، بل إنهم يعتبرون المنطق الرواقى غير مفيد.
كما يُرتبط الفيلسوف الكونفيوشية تشينغ هاو بدعوة الهدوء. حيث جادل بأن الهدف من الوجود يجب أن يكون تهدئة التحيزات الطبيعية واحتضان الهدوء المحايد.  ومع ذلك، فإن هذا النفور من التحيز يختلف تماماً عن موقف فيتجنشتاين.

## الفلسفة المعاصرة
يمكن تتبع المناقشة المعاصرة حول الهدوء إلى لودفيغ فيتغنشتاين، الذي أثرت أعماله بشكل كبير على الفلاسفة الذين يتبنون فلسفة اللغة العادية. بينما لم يكن فيتغنشتاين نفسه مدافعا عن الهدوء، فقد أعرب عن تعاطفه مع هذا المنظور. واحدة من الأعمال المبكرة في "لغة الحياة اليومية"، كتاب غيلبرت رايل "مفهوم العقل"، حاولت إثبات أن ثنائية العقل والجسد تنشأ من الفشل في تقدير أن المفردات العقلية والمفردات الفيزيائية هي ببساطة طرق مختلفة لوصف نفس الشيء، وهو سلوك الإنسان. تناول كتاب جون لانجشو أوستن "الحس والحساسية" نفس النهج تجاه المشكلات الشكوكية وموثوقية الإدراك الحسي، حيث جادل بأنها تنشأ فقط من سوء فهم اللغة العادية، وليس لأن هناك أي خطأ حقيقي في الأدلة التجريبية.أخذ نورمان مالكولم، صديق فيتجنشتاين، نهجًا هادئًا تجاه المشكلات الشكية في فلسفة العقل.
مؤخراً، اتخذ الفلاسفة جون ماكدويل، إيراد كيمحي، سابينا لوفيبوند، إريك ماركوس، جدعون روزين، وإلى حد معين ريتشارد رورتي  مواقف هادئة بشكل صريح. وقد جادل بيت مانديك من أجل موقف من الهدوء الجوفي بشأن معضلة الوعي الصعبة.

## البدائل
بعض الفلاسفة قد تقدموا بمواقف هادئة حول موضوعات محددة مثل الواقعية  أو الحقيقة . يمكن أن تُعقد هذه المواقف بشكل مستقل عن وجهة نظر المرء حول الهدوء بالنسبة للمشروع الفلسفي بأكمله.

## الواقعية
يمكن أن يكون الشخص واقعياً بشأن مجموعة من الموضوعات داخل الفلسفة، بدءًا من واقعية أخلاقية وواقعية جمالية إلى فلسفة الرياضيات. يدعي الواقعيون أن المفهوم المعين موجود وله خصائص معينة وهو بطريقة ما مستقل عن العقل، بينما ينكر غير الواقعيين هذا الادعاء . يتبنى الهادئون موقفًا ثالثًا، حيث يزعمون أنه لا يوجد جدل حقيقي بين الواقعيين وغير الواقعيين حول موضوع معين. إحدى النسخ من هذا الموقف التي يدافع عنها جون ماكدويل تدعي أن الجدل يعتمد على أطروحات حول العلاقة بين العقل والعالم من حولنا والتي لا تدعمها أو لا يمكن دعمها ، وأنه بدون تلك الادعاءات لن يكون هناك جدل. بينما يجادل آخرون، مثل جيدون روزن، بشكل أكثر تحديدًا ضد حالات فردية من جدل الواقعية.

## الحقيقة المجردة
الهدوء حول الحقيقة هو نسخة من نظرية الهوية في الحقيقة. على وجه التحديد، يجادل جينيفر هورنزباي وجون ماكدوال ضد أي فجوة وجودية بين ما نعتقد أنه صحيح وما هو صحيح بالفعل . يقاوم الهادئون حول الحقيقة التمييز بين حاملي الحقيقة وصانعي الحقيقة  حيث يرون أن هذا التمييز يؤدي إلى نظرية المطابقة للحقيقة. بل إنهم يزعمون أنه يجب القضاء على مثل هذا التمييز. فالجمل الحقيقية هي ببساطة تفكيرنا الحق حول العالم. الهدف من هذه الأفكار ليس حاملا للحقيقة، بل الحقائق نفسها في العالم.

## انظر ايضا
- علم التأويل
- انتقادية
- هراء